# Municipio de St. Pauls
El municipio de St. Pauls (en inglés: St. Pauls Township) es un municipio ubicado en el  condado de Robeson en el estado estadounidense de Carolina del Norte. En el año 2000 tenía una población de 7.977 habitantes.

## Geografía
El municipio de St. Pauls se encuentra ubicado en las coordenadas 34°48′23.91″N 78°58′6.48″O / 34.8066417, -78.9684667.